# Vivavoce
| Recensione | Giudizio |
| ---------- | -------- |
| Rockol     |          |
| AllMusic   |          |

Vivavoce è il ventesimo album in studio del cantautore italiano Francesco De Gregori, pubblicato il 10 novembre 2014 dalla Caravan e dalla Sony Music.

## Descrizione
Vivavoce è per l'autore il «disco che avevo in mente da una vita» cioè «un disco di cover di me stesso» come lo ha definito lo stesso De Gregori. Esso è la rivisitazione in studio di alcune canzoni scritte durante la lunga carriera del cantante, per l'occasione riarrangiate.
Il disco, composto di due cd di 14 tracce ciascuna, è stato presentato alla radio RTL 102.5 il giorno di uscita ed è disponibile in una versione standard (doppio cd) e in una versione deluxe limitata e numerata (4 vinili, doppio CD e booklet).

Il 12 settembre, prima dell'uscita dell'album, era già stato estratto il singolo Alice, cantata assieme a Luciano Ligabue. Il video ufficiale della radio era già andato in onda in televisione qualche giorno prima durante uno speciale sul rocker di Correggio, preceduto da un'intervista ai due. 
(Francesco De Gregori, 2014)
 E ancora: 
(Francesco De Gregori, 2014)
Il 7 novembre, invece, viene pubblicato il video ufficiale de La donna cannone, secondo singolo estratto il 10 novembre contemporaneamente con l'uscita dell'album.
L'album ha debuttato al primo posto nella classifica dei top album di iTunes, raggiungendo la top five della classifica FIMI dei dischi più venduti in Italia e il terzo posto in quella di Amazon. Dopo un mese esatto dalla pubblicazione, l'album è certificato disco d'oro, mentre a fine dicembre viene certificato disco di platino.

## Titolo e copertina
Il titolo del disco, Vivavoce, è una richiesta di ascolto, come racconta: “Nella canzone più recente presente nel disco, Finestre rotte, dico ‘Stammi a sentire bene quando devo parlare, pulisciti le orecchie, togliti l'auricolare'. Questo fatto di togliersi l'auricolare vuol dire attivare il vivavoce. Sono canzoni che vorrei venissero sentite con un senso di comunità generazionale”. Riguardo a questo punto De Gregori ha dichiarato anche di ritenersi un teorico dell'ascolto distratto.
Per quanto riguarda la copertina del disco, essa è nata da una collaborazione "a quattro mani". Essa, infatti, è un fotoritratto del cantante del fotografo Daniele Barraco, mentre la pittura è opera dello stesso Francesco De Gregori.

## Promozione
Per la promozione dell'album, De Gregori ha scelto un Instore Tour nelle librerie Feltrinelli delle maggiori città italiane, accompagnato da importanti ospiti come Giorgio Panariello a Milano, Nino D'Angelo a Napoli, Mario Sconcerti a Firenze e Massimo Gramellini a Torino. Da ricordare è anche la data di Bari, in cui, accompagnato da Checco Zalone, ha anche cantato Gli uomini sessuali, famosa canzone dall'ultimo film dell'attore pugliese Sole a catinelle, attirando inevitabilmente l'attenzione del pubblico e della stampa.
Oltre all'Instore Tour, De Gregori è stato impegnato dai concerti del contemporaneo tour europeo e da un fitto calendario di partecipazioni a programmi radiofonici e televisivi come X Factor e Che tempo che fa (assieme a Luciano Ligabue).
Infine, alcuni mesi dopo la pubblicazione, l'album è presentato live nei concerti del Vivavoce Tour.
L'album è stato prodotto dal bassista di De Gregori, Guido Guglielminetti.

## Tracce
CD 1
1. Alice (feat. Ligabue) – 4:27
2. Atlantide – 3:49
3. Un guanto – 5:53
4. La leva calcistica della classe '68 – 4:33
5. Niente da capire – 3:57
6. Gambadilegno a Parigi – 4:43
7. Finestre rotte – 4:00
8. Generale – 4:49
9. Il panorama di Betlemme – 4:52
10. Renoir – 2:47
11. Natale – 2:55
12. Caterina – 3:41
13. Vai in Africa, Celestino! – 5:06
14. Battere e levare – 4:02

CD 2
1. Il futuro – 5:21 (Leonard Cohen; adattamento in italiano di Francesco De Gregori)
2. Il '56 – 2:33
3. La ragazza e la miniera – 4:08 (musica: Ambrogio Sparagna, Orchestra Popolare Italiana)
4. Il bandito e il campione – 4:20
5. Buonanotte fiorellino – 2:58
6. Santa Lucia – 3:47
7. Il canto delle sirene – 5:55
8. Stelutis Alpinis – 4:13
9. Titanic – 5:00
10. La donna cannone – 4:11 – archi scritti e diretti da Nicola Piovani
11. Viva l'Italia – 3:28
12. La storia – 3:34
13. Per le strade di Roma – 5:48
14. Fiorellino # 12&35 – 3:31

### Particolarità dei brani
- La canzone Buonanotte Fiorellino è contenuta nell'album due volte, con due arrangiamenti diversi, uno più simile alla prima versione della canzone (Buonanotte Fiorellino, appunto) e un altro più ritmato e festoso, che richiama  Rainy Day Women #12 & 35 di Bob Dylan da cui proviene anche il titolo di questa versione della canzone, Fiorellino # 12&35.
- Il futuro è una traduzione di un pezzo di Leonard Cohen incisa nel 1998 da Mimmo Locasciulli nell'album Il futuro.
- La coda di Santa Lucia cita il riff strumentale di Come è profondo il mare di Lucio Dalla, inserito appositamente in coda a Santa Lucia, canzone amata da Dalla, in omaggio all'amico da poco scomparso.
- Il riff di Niente da capire è stato scritto da Lucio Dalla per la versione del 1979 della canzone, inserita in Banana Republic.
- L'arrangiamento di Finestre Rotte cita uno standard del rock and roll quale è Johnny B. Goode.
- Nella coda di Renoir si può sentire un accenno a White Christmas, il cui tema natalizio viene ripreso nella successiva traccia Natale.

## Formazione
- Francesco De Gregori – voce, chitarra acustica, armonica a bocca, batteria
- Cristiano Califano – chitarra
- Paolo Giovenchi – chitarra acustica, chitarra elettrica
- Lucio Bardi – chitarra ritmica, chitarra acustica, chitarra elettrica
- Guido Guglielminetti – basso, contrabbasso, tastiera
- Alessandro Arianti – pianoforte, fisarmonica
- Antonio Vasta – zampogna, fisarmonica
- Alessandro Valle – pedal steel guitar, lap steel guitar, mandolino
- Ambrogio Sparagna – organetto
- Ottavio Saviano – batteria
- Stefano Parenti – batteria, percussioni, timpani
- Valentina Ferraiuolo – cucchiai
- Raffaello Simeoni – mandoloncello
- Luana Cremonesi – viola
- Elena Cirillo – violino, cori
- Adriana Sanchez – violoncello
- Diego Micheli – contrabbasso
- Giancarlo Romani – tromba
- Giorgio Tebaldi – trombone
- Stefano Ribecca – sassofono
- Erasmo Treglia – armonica a bocca
- Lalla Francia, Lola Feghaly, Vincenzo Lombi – cori

## Classifiche
| Classifica (2014) | Posizione massima |
| ----------------- | ----------------- |
| Italia            | 4                 |